# TransCarabobo
El Sistema de Transporte Masivo de Carabobo o simplemente TransCarabobo, es un sistema de transporte masivo del Estado Carabobo en Venezuela, especialmente en las ciudades de Valencia, Guacara, Puerto Cabello y Naguanagua. Es de tipo BRT. Fue inaugurado el 11 de julio de 2014 en manos del gobierno del Presidente Nicolás Maduro como parte de la Misión Transporte, entró en operación el mismo día con dos rutas sólo en la ciudad de Valencia. Posteriormente fueron agregadas nuevas rutas en las ciudades de Guacara, Puerto Cabello y Naguanagua.
TransCarabobo cuenta con una estación central ubicada adyacente al Parque Recreacional del Sur, donde se encuentra el patio de unidades y talleres y desde donde salen las dos líneas troncales.

## Proyección
Actualmente Transporte Carabobo presta servicio para cuatro municipios: Valencia, Guacara, Puerto Cabello y Naguanagua. Para abril del 2015 se activarán nuevas rutas en los municipios Carlos Arvelo, Los Guayos, Diego Ibarra y Libertador.

### Paradas
Están ubicadas en diferentes puntos de la ciudad de Valencia, Guacara, Puerto Cabello y Naguanagua.

### Horarios
Las líneas troncales y las rutas alimentadoras operan de lunes a domingo de 5:00 a. m. a 8:00 p. m..